# نیروهای مدافع خلق
نیروهای مدافع خلق (به کردی: Hêzên Parastina Gel  هێزێن پاراستنا گه‌ل) که به طور مخفف آن را هاپ‌گ (HPG) می‌نامند، نام یک گروه چریکی کرد در کردستان ترکیه است. هاپ‌گ طی کنگره هفتم حزب کارگران کردستان در سال ۲۰۰۰ تشکیل شد. هاپ‌گ در تابستان ۲۰۰۴ آتش‌بس یکجانبه‌ای را که در برابر ارتش ترکیه اعلام نموده بود پایان داد.